# Deva (hinduism)

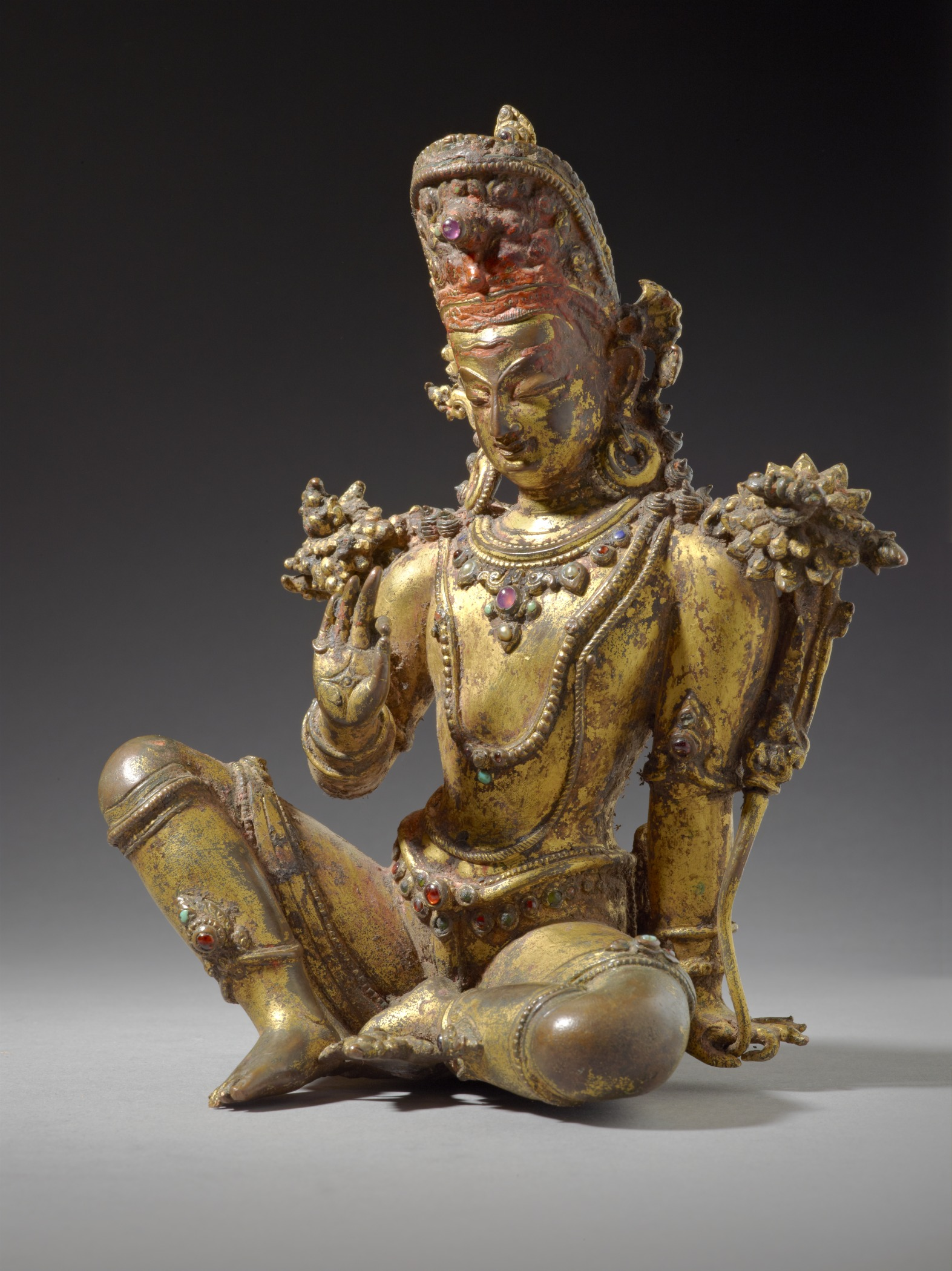
Deva sunt ființe supranaturale binevoitoare, al căror lider este Indra (mai sus, într-o statuie din Nepalul secolului al XVI-lea).

Deva (la feminin Devi) este cuvântul din limba sanscrită ( देवा ) ce înseamnă divinitate. Acest termen este utilizat în hinduism pentru a desemna divinitățile binevoitoare. Deva sunt divinitățile care ajută oameni și sunt venerate de către ei, aceste divinități controlând Universul. Ele reprezintă forțele armoniei ce se află într-un continuu război cu Asura, divinitățile malefice ce reprezintă forțele haosului ce vor să distrugă întreg Universul. Printre Deva se numără Brahma, Vishnu, Ganesha, Indra, Durga, Kali, Shiva și mulți alți .